# 刑事情報科
刑事情報科（簡稱情報科；英文：Criminal Intelligence Bureau，縮寫：CIB）隸屬於香港警務處刑事及保安處刑事部，主要責任為為警務處蒐集情報（包括有關有組織罪案及三合會活動、嚴重罪案及恐怖活動），加以分析及研究再發放情報，根據情報籌劃採取行動打擊非法活動；以及協助有組織罪案及三合會調查科、毒品調查科及各總區刑事偵緝部門提供策略性及戰術性的情報，以採取執法行動。

## 組織
- 刑事情報科由一名總警司擔任主管，由一名高級警司擔任副主管。
  - A組（情報收集）：負責聯絡和招募線人；由一名警司出任主管。
  - B組（戰略性情報分析）：負責分析、過濾及證實從各渠道收集到的情報，並且向負責案件的指揮人員直接匯報；由一名警司出任主管。
  - C組    (警隊刑事情報系統協調及其他聯絡)由一名警司出任主管。
  - D組    (跟蹤) 由一名警司出任主管。
  - E組     (刑事情報電腦系統管理)由一名警司出任主管。
  - F組     (反恐)由一名警司出任主管。
  - R組     (RSSS)由一名警司出任主管。
  - H組     (SW SUR)由一名警司出任主管。

### 歷任主管
- 韋啟賢高級警司（Steve Vickers）
- 劉志強總警司
- 鄧甘滿總警司
- 梁寶德總警司
- 羅夢熊總警司
- 蘇錦成總警司
- 何婉霞總警司
- 馬志堅總警司
- 周一鳴總警司
- 王忠巡總警司
- 葉雲龍總警司
- 鄭志文總警司 [4]。

## 歷史
刑事情報科原隸屬於有組織罪案及三合會調查課，當時由一名高級警司負責，約1996年，有組織罪案及三合會調查課分拆為有組織罪案及三合會調查科及刑事情報科，並各由一名總警司負責。
2012年3月，刑事情報科獲得新加坡警察部隊邀請，派遣教授團隊前往新加坡為當地的人員舉辦線人及卧底管理課程。

## 培訓
刑事情報科除積極參與亞洲區刑事情報機關主管會議外，亦為來自世界各國，包括加拿大和澳洲的人員舉辦三合會專家訓練課程，以及為中國刑事警察學院提供情報訓練課程。

### 賭博專家訓練課程
賭博專家訓練課程畢業生將成為賭博專家（兼任職務），負責在法庭上擔任專家證人，以及向案件主管提供有關非法賭博活動的意見。

### 三合會專家訓練課程
三合會專家訓練課程為期3周，客席講師包括來自有組織罪案及三合會調查科的警官，以及律政司和香港大學的相關顧問和教授，並且由裁判官協助進行模擬法庭的實習。接受課程的人員皆有基本的刑事偵緝知識和經驗，並且需要獲得指揮官或者部門主管的推薦。

### 三合會課程
海外執法機關之三合會課程（英文：Triad Course for Overseas Law Enforcement Agencies）於1995年起每年舉辦一次，由各國家及地區相關單位派遣人員參加，包括中國大陸、澳門、北美洲、歐洲、澳洲以及東南亞等。

### 線人及卧底管理課程
線人及卧底管理課程（英文：Informer and Undercover Management Course）為期3日，主要以授課、小組討論及模擬實習的形式進行，內容包括招募及處理線人的方法、監管機制、風險評估及簡單介紹卧底行動等環節。

## 裝備

### 武器
- 胡椒噴霧
- 伸縮警棍

### 槍械
- SIG P250 DCc半自動手槍
- HK MP5SFA2半自動卡賓槍
- 雷明登870泵動式霰彈槍
- 曲特刑偵特裝型左輪手槍（已退役）
  - 於1990年代改用中空子彈和將槍柄轉成為橡膠槍柄。
- Glock17 手槍 少量探員專用

## 大事記

### 拘捕季炳雄
2003年12月24日，於香港、中國大陸、加拿大及美國多處干犯過罪行，正在僱用省港旗兵準備於該年聖誕假期及翌年新年期間策劃及（於金鐘太古廣場或中環一間珠寶金行）進行連串持械行劫罪行，被香港警務處於2001年7月創下香港歷史上最高懸紅紀錄（200萬港元） 及被國際刑警組織出示紅色通緝令的「末代賊王」季炳雄 及其黨羽被特別任務連拘捕，結束自1980年代起，香港無間斷由省港旗兵策劃及參與的持械行劫罪行，為2000年代以後的香港治安奠定了基礎。
由於季炳雄涉及多宗的嚴重罪案，刑事情報科一直都鍥而不捨，由跟蹤組長期監視與季炳雄有接觸往來的親友或當年犯罪的同黨，包括於懲教署服刑中的有關人物在內，同時與懲教署聯絡，監視即將刑期滿出獄的積犯，亦密切注視數名被視為與季炳雄有聯繫的積犯。2003年8月，刑事情報科發現一名剛出獄的目標人物非常活躍，四出聯絡一批匪徒，懷疑密謀有所動作，跟蹤組遂奉召加入協助監視，至12月中旬發現一度於香港匿跡的季炳雄露面與上述人等接獲，並且遷入油麻地渡船角文匯街文景樓上擺下巢穴。期間跟蹤組一直有固定監視，至12月底發現其有大批相信為藏有軍火的行李分批從中國大陸運到。刑事情報科相信季炳雄集團正在策劃一連串的持械行劫罪行，於是聯同多個部門先發制人。

## 以刑事情報科為題材的作品

### 電影
- 《重裝警察》
- 《跟蹤》
- 《証人》（2008年）
- 《綫人》
- 《無間道》
- 《竊聽風雲》

### 電視劇
- 《刑事情報科》
- 《爭分奪秒》
- 《潛行狙擊》
- 《使徒行者》（2014年）
- 《飛虎II》（2014年）
- 《使徒行者2》（2017年）
- 《使徒行者3》（2020年）
- 《逆天奇案》（2021年）
- 《逆天奇案2》（2024年）

## 相關參見
- 特別任務連
- 有組織罪案及三合會調查科
- 專責調查組